# Coppa d'onore della Luftwaffe
La Coppa d'onore della Luftwaffe fu una decorazione al valore e al merito del Terzo Reich, concessa al personale di volo della Luftwaffe che si fosse distinto in maniera eccezionale nel corso della guerra.

## Inquadramento storico
Il conferimento di coppe onorifiche come riconoscimento di meriti eccezionali in guerra fu tradizionale nell'esercito imperiale tedesco a partire dalla fine del XIX secolo. Non essendo normate in modo particolare queste coppe dalle autorità militari o governative, le motivazioni del conferimento erano le più varie, così come varie furono le fogge, a seconda dei desiderata del committente, che di volta in volta poteva essere un comandante di reparto, un gruppo di commilitoni, un privato cittadino o perfino il militare stesso: è noto per esempio che Manfred von Richthofen (il celeberrimo Barone Rosso) si fece costruire una serie di coppe in argento per celebrare le sue prime sessanta vittorie aeree.

### La Coppa d'onore per il vincitore in combattimento aereo (1916-1918)

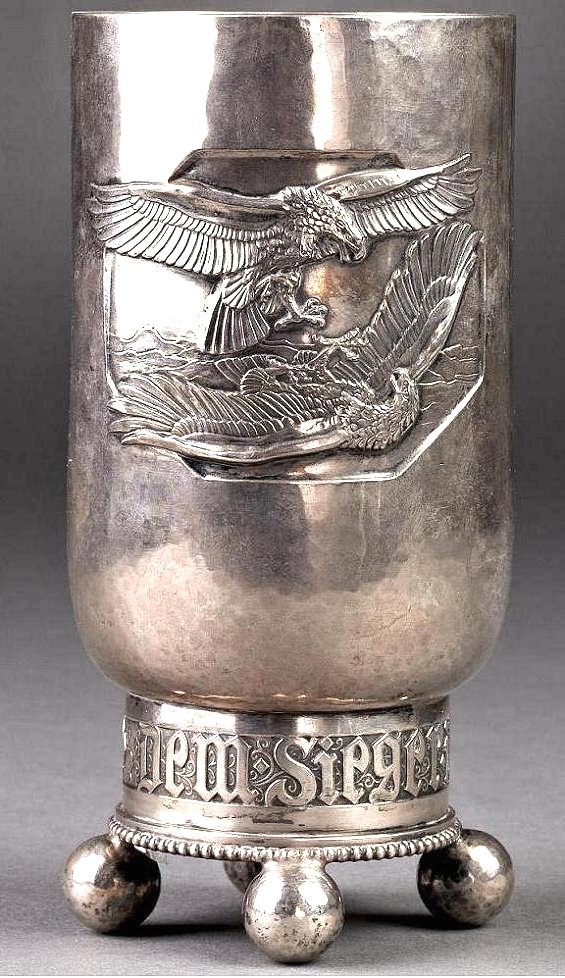
La Coppa d'onore per il vincitore in combattimento aereo del 1916-1918

Nel 1915, un anonimo gruppo di tedeschi "sostenitori delle forze aeree" mise a disposizione del comandante dell'aviazione imperiale (Chef des Feldflugwesens) Hermann von der Lieth-Thomsen una forte somma in denaro al fine di creare una coppa onorifica per le vittorie nei combattimenti aerei. Sotto la supervisione di Thomsen e dello stesso Kaiser tedesco, fu pertanto disegnata e prodotta la "Coppa d'onore per il vincitore in combattimento aereo" (Ehrenbecher für den Sieger im Luftkampf), che venne conferita per la prima volta il 27 gennaio 1916 ad un gruppo di piloti per la loro prima vittoria. In seguito i criteri per il conferimento vennero modificati: la coppa sarebbe stata concessa al raggiungimento di cinque vittorie aeree.
I documenti relativi alle decorazioni militari dell'armata aerea imperiale sono andati in gran parte persi durante i pesanti bombardamenti di Potsdam del 1945, per cui le notizie su questo tipo di coppe e su altre consimili sono dovute a difficoltose ricerche in archivi privati in anni recenti: in seguito al ritrovamento di una coppa di diversa fattura, s'è riusciti di conseguenza a ricavare che oltre alla coppa per i vincitori di combattimento aereo, venne conferito anche un ridottissimo numero di coppe in argento per i partecipanti ad alcuni bombardamenti aerei (Coppa d'onore per attacchi riusciti dall'aria - Ehrenbecher für erfolgreiche Angriffe aus der Luft)
La Coppa d'onore per il vincitore di combattimento aereo ha la forma di un boccale cilindrico in argento martellato, sul quale all'interno di un ottagono sono rappresentate a sbalzo due aquile nell'atto di combattere. Alla base della coppa, un cilindro con la scritta in caratteri gotici Dem Sieger in Luftkampf (Al vincitore nel combattimento aereo). Il cilindro a sua volta poggia su quattro sfere in argento, che costituiscono la base del manufatto.

## L'istituzione della coppa nel 1940 e il suo conferimento
In occasione del suo 47º compleanno (12 gennaio 1940) l'allora Generalfeldmarschall Hermann Göring (asso dell'aviazione nel corso della prima guerra mondiale) ricevette in dono dal Contrammiraglio Rudolf Lahs (già presidente della Lega delle Industrie Aeronautiche Tedesche - Reichsverband der Deutschen Luftfahrt-Industrie) due modelli di coppa i quali - rifacendosi direttamente alla Coppa d'onore del 1916 - venivano proposti come onorificenza per i componenti degli equipaggi aerei della Luftwaffe. Contestualmente, la Lega delle Industrie Aeronautiche Tedesche metteva a disposizione di Göring 50000 Reichsmark per la fabbricazione dell'onorificenza.

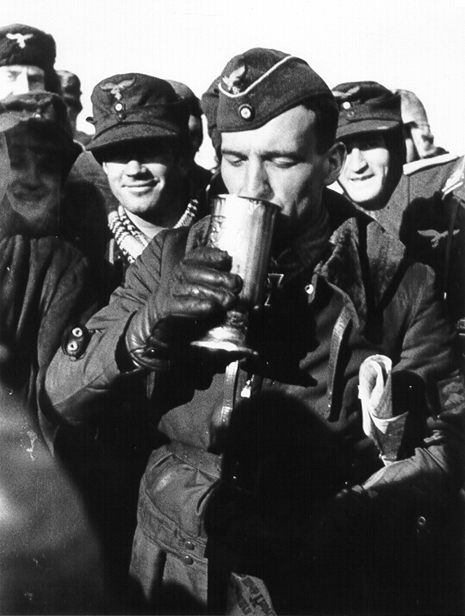
Hans Ulrich Rudel, il militare tedesco più decorato nel corso della seconda guerra mondiale, beve dalla Coppa d'onore della Luftwaffe, conferitagli il 20 ottobre 1941

Fu così che Göring il 27 febbraio dello stesso anno fece pubblicare sul Foglio di Ordini dell'Oberkommando der Luftwaffe il documento con cui istituì la "Coppa d'onore per condotta eccezionale nella guerra aerea" (Ehrenpokal für besondere Leistung im Luftkrieg), stabilendo che il suo conferimento fosse riservato a lui personalmente. A partire dal 26 agosto 1941, i nomi dei decorati con la Coppa d'onore della Luftwaffe vennero pubblicati in uno speciale Elenco d'Onore (Ehren-Liste), da leggersi pubblicamente nel corso degli appelli delle truppe di aria del Terzo Reich.
Il 6 luglio 1944 l'Oberkommando der Luftwaffe stabilì che a causa dei danni che il manufatto poteva ricevere durante il trasporto, quest'ultimo poteva essere consegnato direttamente ai parenti del decorato.
L'ultimo documento relativo alla Coppa risale ad un ordine del 10 dicembre 1944 dell'allora capo del personale della Luftwaffe, Generaloberst Bruno Loerzer, secondo il quale per determinazione di Göring la Coppa d'onore della Luftwaffe non doveva più essere conferita, essendo stata sostituita dalla Barretta per citazione nell'albo d'onore, decorazione comune a tutti i corpi della Wehrmacht.
I criteri per il conferimento della coppa non furono mai definiti dettagliatamente, ma in senso generale si può affermare che si trattò di un'onorificenza sia al merito che al valore, intermedia fra la Croce di Ferro di Prima Classe e la Croce Tedesca o l'ancora superiore Croce di Cavaliere della Croce di Ferro. Vennero decorati non solo i piloti della Luftwaffe, ma tutti i membri degli equipaggi aerei meritevoli.
Il numero totale dei decorati di Coppa d'onore della Luftwaffe nel corso della guerra non è noto, ma è stimato fra i 13000 e i 15000.

## Descrizione
La coppa si presenta del tutto simile a quella conferita nel 1916-1918: nella parte opposta delle due aquile presenta però il recto di una Croce di Ferro del 1939, stilizzato e sbalzato. Oltre a ciò, la bocca della coppa è svasata verso l'esterno di qualche millimetro.
La differenza maggiore fra i due manufatti sta però nella parte sottostante alla coppa: il cono di congiunzione con la base è più alto e non presenta alcuna scritta, ma un'elaborata corona di foglie di quercia in rilievo fra due anelli. Al di sotto dell'anello inferiore sono incisi - in caratteri capitali latini - il grado, il nome del decorato e la data di conferimento. Al posto delle quattro sfere alla base, è presente un tronco di cono con la scritta in rilievo in caratteri capitali latini FÜR BESONDERE LEISTUNG IN LUFTKRIEG (Per meriti eccezionali nella guerra aerea).
La Coppa d'onore venne creata in due versioni, entrambe della ditta Johann Wagner & Sohn di Berlino: la prima - più antica e preziosa - in argento massiccio, la seconda - più recente - in alpacca, a causa della scarsità del metallo più prezioso man mano che procedevano le operazioni di guerra. Entrambe le coppe presentano all'esterno sul fondo la sigla della ditta in caratteri capitali latini - JOH.WAGNER & SOHN - e rispettivamente per il manufatto in argento il titolo del metallo - 835 - e altri tre marchi della ditta, oppure per il manufatto in alpacca la scritta in forma ellissoidale in caratteri capitali latini FEINSILBER ALPAKA AUFLAGE.
La Coppa veniva consegnata assieme a un diploma di conferimento firmato da Göring (quasi sempre in copia) e/o dal comandante del reparto di appartenenza del decorato. In vari casi il manufatto era contenuto in un elegante astuccio/scatola con chiusura a scatto, esternamente in similpelle blu. In tal caso, la coppa poggiava in un incavo ricavato nella parte inferiore dell'astuccio foderato in velluto blu, mentre la parte interna superiore era rivestita in raso bianco.